# Mosambický průliv
Mosambický průliv (někdy označován jako Mosambický kanál, francouzsky Canal du Mozambique, malgašsky Lakandranon'i Mosambika, portugalsky Canal de Moçambique) je část Indického oceánu mezi ostrovem Madagaskar a africkým kontinentem, přesněji pobřežím Mosambiku. Kanál je ve svém nejužším místě přibližně 460 km široký a jeho maximální hloubka činí 3292 metrů. Nacházejí se v něm ostrovy Komory, Mayotte a většina z Roztroušených ostrovů.
V průlivu vzniká teplý proud Střelkového mysu, který vede do Agulhaského kruhu u pobřeží Jižní Afriky.
V rámci druhé světové války se zde roku 1942 odehrávala bitva o Madagaskar.

## Ostrovy v průlivu
Komorské ostrovy
- Grande Comore
- Mohéli
- Anjouan
- Mayotte (FR)
  - Grande-Terre
  - Petite-Terre

Roztroušené ostrovy (FR)
- ostrovy Glorioso
- Juan de Nova
- Europa
- Bassas da India

Madagaskar
- Chesterfield
- Nosy Be
- Nosy Faly
- Nosy Komba
- Nosy Mitsio
- Nosy Ve

Mosambik
- Mosambik

## Francouzská přítomnost v Mosambickém průlivu
Francie je přítomna přes Mayotte a Rozptýlené ostrovy a udržuje vojenskou přítomnost přes Réunion, přičemž námořní prostředky zde poměrně pravidelně hlídkují. Tyto ostrůvky poskytují výlučné ekonomické zóny (VHZ) bohaté na rybolovné zdroje a potenciálně uhlovodíky. Pro Francii je skutečnou výzvou zachovat si suverenitu nad Mayotte, vůči Komorám a zejména nad Rozptýlenými ostrovy tváří v tvář hrozbám Madagaskaru. Madagaskarští právním způsobem zpochybňují francouzskou přítomnost a domnívají se, že tyto ostrůvky jsou závislými územími Madagaskaru a že jakmile byla dosažena nezávislost, měly by se vrátit Madagaskaru, nikoli Francii.